# Новіни-Касєрські
Новіни-Касєрські (пол. Nowiny Kasjerskie) — село в Польщі, у гміні Книшин Монецького повіту Підляського воєводства.
Населення — 110 осіб (2011).
У 1975-1998 роках село належало до Білостоцького воєводства.

## Демографія
Демографічна структура станом на 31 березня 2011 року:
|          | Загалом | Допрацездатний вік | Працездатний вік | Постпрацездатний вік |
| -------- | ------- | ------------------ | ---------------- | -------------------- |
| Чоловіки | 53      | 11                 | 33               | 9                    |
| Жінки    | 57      | 9                  | 30               | 18                   |
| Разом    | 110     | 20                 | 63               | 27                   |